# وجدي الغزاوي
وجدي بن حمزة بن محمد الغزاوي داعية سعودي من مواليد مكة المكرمة في 5 نوفمبر 1964م وهو رئيس مجلس إدارة قناة الفجر الفضائية. متزوج وأب لثمانية (ولدان وست بنات).

## التعليم
بكالوريوس الدعوة والثقافة الإسلامية (فرق ومذاهب) من كلية الدعوة وأصول الدين من جامعة أم القرى.

## الخطابة والعمل الدعوي والنشاط الديني
عمل خطيبا في عدة مساجد ومراكز إسلامية في المملكة وفي الخارج ومنها: جامع الهدى بمكة المكرمة، جامع الملك فهد بمكة، جامع اللامي بجدة، جامع الجمجوم بجدة، جامع مستشفى الحرس الوطني، المركز الإسلامي في مدينة ديتونابيتش في الولايات المتحدة الأمريكية.
عمل ممثلا للمسلمين لدى السلطات الأمريكية في فلوريدا كما عمل في إجراء عقود الأنكحة للمسلمين بالمدينة وساهم في حل قضاياهم ومشاكلهم الاجتماعية. مارس التدريس في السجون الأمريكية للمساجين المسلمين هناك وعمل على تعريفهم بأمور دينهم.
عمل كمراقب ديني برئاسة شئون المسجد الحرام والمسجد النبوي الشريف وفي هيئة الأمر بالمعروف والنهي عن المنكر. كما عمل في القسم الإنجليزي بمكتبة الحرم المكي الشريف ثم قسم الأشرطة والمايكروفيلم كما عمل مفتشًا بإدارة التفتيش والمتابعة بالحرم المكي.
عمل الغزاوي كمدير لإدارة الشئون الدينية بمستشفى الحرس الوطني في جدة مدة أربعة أعوام ما بين 1412هـ وحتى 1416هـ.

## العمل التجاري
تفرغ لمدة عامين (1418هـ - 1420هـ) للعمل التجاري في مجال عمل المشالح الملكية وعمل موردا للمشالح للديوان الملكي وافتتح فروعا لمؤسسة الغزاوي للمشالح في كل من: الأحساء، ومكة، وجدة، والرياض.

## العمل الإعلامي
أسس في العام 2004م قناة الفجر الإسلامية وهي أول قناة متخصصة في تلاوات القرآن الكريم وعلومه. كما أسس موقع المنبر كملتقى للأمة والخطباء والوعاظ على شبكة الإنترنت. قدم برنامج مجرد فضفضة الشهير والمثير للجدل الواسع في المملكة العربية السعودية والذي وجه فيه نقدا لاذعا لبعض الأمور والأوضاع في المملكة وبأسلوب مبتكر لفت النظر إليه وبقوة. اعترف بتلقي مبلغ 1.800.000 دولار من معمر القذافي دعما للقناة وديونها. اتهمته الحكومة السعودية أن الدعم المالي كان لإثارة الفتنة داخل المملكة العربية السعودية.[بحاجة لمصدر]

## الاعتقال والمحاكمة
في 12 أغسطس 2012 قُبِضَ على الغزاوي وأُودِعَ السجن. في 13 يناير 2014 بدأت أول جلسات محاكمته في المحكمة الجزائية المتخصصة في الرياض بتهمة إثارة الفتنة بين أفراد المجتمع، والنيل من هيبة الدولة ومؤسساتها العدلية. أنكر الغزاوي التهم وذكر أن الهدف كان تثقيف الشعب بحقوقه. وكان الغزواي قد قدم في عام 2011 برنامج من 7 حلقات في قناة الفجر وعناوينها: «الإرهاب الفكري»، و«المؤسسة الدينية» و«الفساد الإداري»، و«العبودية والذل»، و«نتائج الاستبانة»، و«السعودية والإرهاب.. أصناف الشعب»، و«الوطن المختطف».
حكم بالسجن 12 عامًا ومُنِعَ من السفر خارج المملكة مدة عشرين عامًا أخرى.

## وصلات خارجية
- حساب وجدي الغزاوي في تويتر
- القناة الرسمية على اليوتيوب
- تفاصيل التحقيق مع الغزاوي
- المنبر